# Scherma ai Giochi della IV Olimpiade
La scherma alle Olimpiadi estive del 1908 fu rappresentata da quattro eventi.
Nelle quattro competizioni di scherma previste vennero applicate le regole della Amateur Fencing Association of Great Britain and Ireland pubblicate, per la prima volta in tre lingue (inglese, francese e tedesco) evitando così i problemi di diversa interpretazione di regole da parte della scuola francese e della scuola italiana che si presentarono nelle edizioni precedenti dei giochi olimpici.
Nella spada il francese Gaston Alibert dominò sia nella competizione individuale che in quella a squadre, nella sciabola l'atleta di maggiore successo fu l'ungherese Jenő Fuchs che vinse due medaglie d'oro. Per la prima e unica volta non vi furono gare di fioretto, nell'opinione degli organizzatori i regolamenti dei vari paesi partecipanti presentavano tali e tante differenze da rendere impossibile una competizione internazionale. Presso la Prince's Galleries a Piccadilly venne effettuata una competizione a scopo dimostrativo.

## Eventi
| Arma     | Uomini      | Uomini    | Donne       | Donne     | Totale |
| Arma     | Individuale | A squadre | Individuale | A squadre | Totale |
| -------- | ----------- | --------- | ----------- | --------- | ------ |
| Spada    | ■           | ■         | N/D         | N/D       | 2      |
| Fioretto | N/D         | N/D       | N/D         | N/D       | 0      |
| Sciabola | ■           | ■         | N/D         | N/D       | 2      |
| Totale   | 2           | 2         | 0           | 0         | 4      |

## Podi

### Uomini
| Evento                          | Oro | Argento                                                                                              | Bronzo |
| Spada                           | | | |
| Spada individuale (dettagli)    | Gaston Alibert | Alexandre Lippmann                                                                                   | Eugène Olivier |
| Spada a squadre (dettagli)      | Francia Gaston Alibert Bernard Gravier Alexandre Lippmann Eugène Olivier Herman Georges Berger Charles Collignon Jean Stern | Regno Unito Edgar Amphlett Leaf Daniell Cecil Haig Robert Montgomerie Martin Holt Edgar Seligman     | Belgio Paul Anspach Fernand Bosmans Fernand de Montigny François Rom Victor Willems Désiré Beaurain Ferdinand Feyerick |
| Sciabola                        | | | |
| Sciabola individuale (dettagli) | Jenő Fuchs | Béla Zulawszky                                                                                       | Vilém Goppold von Lobsdorf                                                                                             |
| Sciabola a squadre (dettagli)   | Ungheria Jenő Fuchs Oszkár Gerde Péter Tóth Lajos Werkner Dezső Földes                                                      | Italia Riccardo Nowak Alessandro Pirzio Biroli Abelardo Olivier Marcello Bertinetti Sante Ceccherini | Boemia Vilém Goppold von Lobsdorf Jaroslav Tuček Vlastimil Lada-Sázavský Otakar Lada Bedřich Schejbal                  |

### Donne
Non disputate.

## Medagliere
| Posizione | Paese       |   |   |   | Totale |
| --------- | ----------- | - | - | - | ------ |
| 1         | Francia     | 2 | 1 | 1 | 4      |
| 2         | Ungheria    | 2 | 1 | 0 | 3      |
| 3         | Italia      | 0 | 1 | 0 | 1      |
| 3         | Regno Unito | 0 | 1 | 0 | 1      |
| 5         | Boemia      | 0 | 0 | 2 | 2      |
| 6         | Belgio      | 0 | 0 | 1 | 1      |
| Totale    | Totale      | 4 | 4 | 4 | 12     |